# Ісмаїл Айссаті
Ісмаїл Айссаті (нід. Ismaïl Aissati / араб. إسماعيل العيساتي; нар. 16 серпня 1988, Утрехт, Нідерланди) — нідерландський та марокканський футболіст, атакувальний півзахисник турецького клубу «Денізліспор».
Представляв Нідерланди на молодіжному рівні, а в 2007 році вирішив представляти Марокко. У 2009 році отримав дебютний виклик до національної збірної Марокко. Однак через травму дебютував за Марокко лише 9 жовтня 2011 року. Також грав в оренді за «Твенте» у другій половині сезону 2006/07 років, а за «Вітессе» у сезоні 2010/11 років, в той час як «Аякс» здобув свій 30-й титул чемпіона Нідерландів.
У 2006 році на молодіжному чемпіонаті Європи потрапив до команди зірок турніру, грав здебільшого проти суперників, старших за себе на три-чотири роки, самому ж Ісмаїлу було лише 17 років.

## Ранні роки
Ісмаїл народився 16 серпня 1988 року у місті Утрехт. Батьки Айссаті приїхали до Нідерландів із міста Аїт Тоузіне, яке знаходиться на півночі Марокко. Дитинство Ісмаїла пройшло в районі Утрехта Тейнвейку. Свою спортивну кар'єру Ісмаїл розпочав у футбольній секції клубу ДСО з Утрехту. Пізніше Айссаті перейшов у клуб «Елінвейк», який славився своєю молоддю. Свого часу у вище вказаному клубі розпочинали свою кар'єру такі футболісти, як Марко ван Бастен, Гералд Ваненбург та Ібрагім Афеллай.

## Клубна кар'єра

### ПСВ
У 2000 році опинився в структурі ПСВ, а в 2005 році тодішній головний тренер першої команди Гус Гіддінк разом з Томом Мюйтерсом, Сеппом де Ровером, Рюдом Боффіним та Андрієм Іонеску переведений до дорослдої команди. Перебуваючи в молодіжній команді, Айссаті згадував, що їхав одну годину з Утрехта до Ейндговена, перш ніж навчився сідати на потяг у 15-річному віці. У 16-річному віці отримав можливість переїхати до «Барселони», але коли гравцеві зателефонували представники клубу з пропозицією переїзду, то Ісмаїл вирішив відхилити запрошення.
28 серпня 2005 року дебютував у професілнальній команді в Ередівізі в переможному для ПСВ поєдинку проти «Роди». Айссаті також вперше зіграв у Лізі чемпіонів УЄФА за ПСВ Ейндговен 19 жовтня 2005 року. Таким чином, він став наймолодшим нідерландським гравцем, який коли-небудь грав у Лізі чемпіонів УЄФА, змінивши Раяна Бабеля, який також дебютував у віці 17 років, але на вісім місяців старше. У матчі проти «Мілана» вийшов з лави запасних на 63-й хвилині. Однак 1 листопада 2005 року ПСВ (Ейндговен) зіграв матч-відповідь проти «Мілана», де провів усі 90 хвилин, а його суперником був Андреа Пірло. Потім у січні 2006 року підписав контракт з клубом, за яким повинен був грати в ПСВ до 2009 року. 4 лютого 2006 року відзначмвся першим професіональним голом за ПСВ у переможному (3:2) поєдинку проти «Роди», проти якого він виступав під час свого дебюту. Другим голом за ПСВ відзначився 25 березня 2006 року у поєдинку проти «Віллема II». У своєму першому сезоні Айссаті провів 17 матчів у чемпіонаті та відзначився двома голами.
Однак через травми Айсаті отримав менше ігрового часу, провів лише 10 матчів і відзначився своїм першим голом у сезоні 15 жовтня 2006 року» в першій половині сезону у переможному (4:1) поєдинку проти «Роди. Як наслідок, можливості виступів у першій команді Айссаті були обмежені, й щоб отримати більше ігрового часу 16 січня 2007 року, відданий в оренду на решту сезону супернику по Ередивізі «Твенте». 20 січня 2007 року провів свою першу гру в Ередивізі за «Твенте», проти «Валвейка». Вісім днів по тому після дебюту Айсаті відзначився своїм перший гол за клуб у переможному (3:1) поєдинку проти «АДО Ден Гага». У «Твенте» критики з ентузіазмом сприйняли його виступ. Айссаті вважався одним із найперспективніших талантів у нідерландському футболі з клубами, які підписали його.
У сезоні 2007/08 років повертається з оренди в ПСВ. Після повернення Айссаті грав регулярно, хоча й не входив у стартовому складі. Протягом сезону 2007/08 років у ПСВ відбулися управлінські зміни, і третій тренер по ходу сезону 2007/08 років, Сеф Вергуссен почав жорстко ставитися до нього, а голкіпер ПСВ Еурелью Гомес розкритикував Вергуссен за те, що тренер так ставився до нього, а також сказав, що він не отримав довіри, якої Ісмаїл потребував. Пропустив половину сезону, провів за клуб шістнадцять матчів і не відзначився жодним голом.

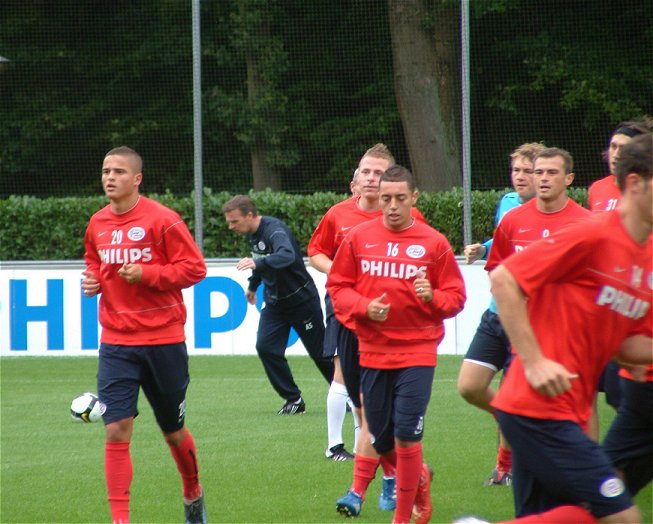
Ісмаїл Айссаті під час тренування ПСВ у 2008 році.

У травні 2008 року агент Айсаті стверджує, що підписав новий контракт, термін дії якого закінчився наприкінці сезону 2008/09 років. Однак угода провалилася. Шість місяців тому Айссаті заявив перед телекамерами, що все ще «дуже радий продовженню контракту» і «він залишився з клубом свого серця». У грудні 2007 року підписав нову угоду з ПСВ, за яким повинен був залишатися в сезоні 2011 року. Під час підготовки до сезону 2008/09 років 19-річний Айссаті відходить з ПСВ, а в середині липня ПСВ й Аякс досягають угоди про продаж Айссаті.

### «Аякс»
19 липня 2008 року, після проходження медичного огляду, Айсаті погодився підписати контракт з «Аяксом». Айссаті був лише четвертим гравцем в історії, який перейшов з ПСВ до Аякса. Іншими гравцями Герт Балс, Пітер Хекстра та Кеннет Перес. Після переїзду Айссаті отримав футболку з номером 10.
30 серпня 2008 року залишився на лавці запасних в програному (1:2) поєдинку проти Віллема II. 24 вересня 2008 року отримав травму коліна, й, як очікується, залишатиметься поза грою протягом п'яти-шести тижнів. Це сталося після того, як він отримав травму коліна за тиждень до цього під час матчу резервних команд. Однак реабілітація зайняла більше часу, ніж очікувалося, й Айсаті не зіграв жодного офіційного матчу за «Аякс» у 2008 році. У грудні Айсаті знову тренувався й зіграв декілька матчів за резервну команду «Аякса», але не поспішав ні з чим. Повернувся на футбольне поле на матч резервних команд проти «Неймегена». 22 лютого 2009 року, після місяців реабілітації через травму коліна, Айсаті нарешті дебютував за «Аякс» на 60-й хвилині, вийшовши замість Робберта Шільдера в нічийному (1:1) матчі проти «Волендама». Відзначався результативними передачами під час свого першого сезону в «Аяксі», а 5 квітня 2009 року забив свій перший м'яч за «Аякс» у переможному (2:1) поєдинку проти «Роди». У своєму першому сезоні Айссаті зіграв дев'ять матчів та відзначився одним голом.
У сезоні 2009/10 років Айссаті знову почав регулярно грати під керівництвом Мартіна Йола, оскільки не грав за першу команду у під керівництвом Мартіна Йола після кубкового матчу проти НЕКа. Йол сказав, що Айсаті недостатньо сильний і дозволив йому бігати вгору й вниз сходами стадіону з Міралемом Сулеймані перед повною увагою ЗМІ. Айсатті знову пропустив більшу частину сезону через травми . Ісмаїл став гравцем «Аяксу», але йому сказали, що клуб може відпустити. 4 травня 2010 року Айсаті також повідомив, що не задоволений своєю роллю в «Аяксі», й повідомив, що клуб хоче його відпустити, щоб гравець щотижня зміг виходити на футбольне поле. Айсаті провів 14 матчів у чемпіонаті та забив три м'ячі: проти «Гераклеса» (Алмело) 30 серпня 2009 року, проти «Геренвена» 22 листопада 2009 року та «Вітессе» 29 листопада 2009 року.
У сезоні 2010/11 років провів два матчі проти «Гронінгена» та «Вітессе» за «Аякс», перш ніж перейшов в оренду до «Вітессе».
Після того, як «Вітессе» вирішив не укладати з гравцем повноцінну угоду, Айссаті повернувся в «Аякс» після того, як Де Бур захотів використати Ісаїла в першій команді після його вражаючих матчів під час оренди у «Вітессе». Сам Айссаті раніше заявляв про повернення до свого клубу перед початком нового сезону. Повернувшись, замість цього, грав за «Йонг Аякс» протягом перших трьох місяців сезону 2011/12 років, перш ніж знову знайти своє місце в основній команді після повернення. Вперше у сезоні 2011/12 років зіграв 27 листопада 2011 року в переможному (3:0) виїзного матчу проти «Неймегена», вийшовши на 65-й хвилині на заміну Лоренцо Ебесіліо. Свій першим голом у сезоні відзначився 25 березня 2012 року, забив ефектним керлінг з кутового у важдивій (2:0) перемоги проти ПСВ. Після тижня хвороби на грип, Айсаті забив м'яч після повернення 11 квітня 2012 року у переможному (5:0) поєдинку проти «Геренвена». Ісмаїл завершив сезон 2011/12 років, зіграв шістнадцять матчів та відзначився 2-ма голами.
Оскільки його контракт закінчувався влітку 2012 року, Айсаті заявив, що хоче залишити клуб після закінчення терміну дії його контракту влітку, оскільки планував переїхати в Іспанію, але наполягає, що повністю відданий Аяксу і прийме рішення про своє майбутнє наприкінці сезону.
Після завершення сезону 2011/12 років Айсаті висловив свою зацікавленість залишитися в амстердамському клубі, оскільки його контракт закінчується наприкінці сезону. У відповідь «Аякс» запропонував йому продовжити контракт на три роки. Однак клуб не зміг порозумітися з агентом гравця Сігі Ленсом, який відхилив пропозицію та зажадав більшої зарплати, «Аякс» відмовився робити іншу пропозицію, й згодом Ісмаїл залишив амстердамський клуб.

#### Оренда у «Вітессе»
24 серпня 2010 року знову відданий в оренду у «Вітессе» на весь сезон 2010/11 років з можливістю викупу. Це сталося після того, як «Вітессе» зацікавився Ісмаїла Айссаті.
Дебютував за нову команду 29 серпня 2010 року, вийшовши на заміну Далибору Стевановичу на 64-й хвилині програного (0:4) поєдинку проти «Феєнорда». Чотири тижні по тому, 21 вересня 2010 року, відзначився своїми першими голами за «Вітессе» в переможному (6:0) поєдинку третього раунду кубку Нідерландів проти «Флево Бойс». 26 вересня 2010 року відзначився ефектним голом у своєму першому офіційному матчі проти «Ексельсіора». Після цього відзначився ще 3-ма голами, проти АЗ (Алкмар), «ВВВ-Венло» та «Фейєнорда». Протягом вище вказаного сезону на посаду головного тренера «Аякса» Франка де Бура Айссаті був булизьким до повернення до амстердамського клубу, але цього так і не сталося.
Більшу частину сезону залишався гравцем стартового складу на позиції центрального півзахисника, до завершення сезону 2010/11 років забив чотири м'ячі в 29 матчах чемпіонату за команду з Арнема. З 20 по 26 лютого 2011 року через дискваліфікацію пропустив два матчі. 7 червня 2011 року було оголошено, що «Вітессе» бажає придбати гравця за 1,5 мільйона євро в «Аякса». Перехід можна було завершити лише шляхом досягнення угоди з Ісмаїлом, чого арнемському клубу не вдалося. Натомість гравець повернувся до «Аякса».

### «Антальяспор»
Після відходу з «Аяксу», 2 липня 2012 року Айссаті повернувся на перегляд до «Вітессе». 16 липня 2012 року повторно підписав багаторічний контракт з «Вітессом» (раніше грав за них в оренді в 2010 році) і взяв футболку під номером 7. Очікувалося, що Ісмаїл дебютує у другому кваліфікаційному раунді Ліги Європи проти болгарського «Локомотива» (Пловдив), але не мав права грати. Однак, так і не прийшов до згоди з «Вітессом», оскільки команда Арнема не відповідала його запитам щодо зарплати, Айсаті натомість підписав контракт з турецьким «Антальяспором», який грав у турецькій Суперлізі.
Дебютував за нову команду 27 серпня 2012 року в переможному (3:0) домашньому поєдинку проти «Кайсеріспора», в якому вийшовши на заміну на 81-й хвилині Емри Бассана. Місяць по тому, 26 вересня 2012 року, відзначився першим голом (з пенальті) та зробив дві результативні передачі за «Антальяспор» у переможному (5:3) поєдинку проти «Менемен Беледієспора». Першим голом у чемпіонаті за клуб відзначився 20 жовтня 2012 року в переможному (4:2) поєдинку проти «Сівасспора». Через декілька тижнів, 10 листопада 2012 року, відзначився другим голом у чемпіонаті в нічийному (1:1) поєдинку проти «Касимпаші». Два тижні по тому, 24 листопада 2012 року, Айсаті відзначився третім голом у нічийному (1:1) поєдинку проти «Бурсаспора». Окрім цього, 20 грудня 2012 року відзначився ще одним голом у кубку Туреччини, проти «Мерсін Ідманюрду». Протягом свого першого сезону в «Антальяспорі» провів 38 матчів та відзначився 8-ма голами у всіх турнірах за клуб.
Айссаті зіграв ще два матчі в сезоні 2013/14 років, перш ніж залишити Туреччину до Росії. У літнє трансферне вікно Айссаті зацікавив клуби вищого дивізіону Росії.

### «Терек» (Грозний)
2 вересня 2013 року було оголошено, що Ісмаїл Айсаті підписав з російським клубом «Терек» (Грозний) 3-річний контракт, при цьому «Антальяспор» отримав 3 мільйони євро компенсації за гравця.
Два тижні по тому, 14 вересня 2013 року, дебютував за грозненський «Терек» у програному (0:2) виїзному матчі проти петербурзького «Зеніту», в якому вперше вийшов у стартовому складі на позиції атакувального півзахисника. Наступного тижня, 25 вересня 2013 року, віддав результативну передачу на бразильця Маурісіо в програному (1:3) поєдинку проти краснодарської «Кубані». У своєму дебютному сезоні в російському футболі залишався здебільшого на лаві запасних, зіграв п'ятнадцять матчів у всіх турнірах. Перші шість місяців періодично з'являвся в Грозному, перш ніж остаточно оселитися в країні. Встиг вивчивши нову мову під час перебування у новому клубі.
У сезоні 2014/15 років залишився в центрі уваги основної команди грозненського «Терека» й відзначився своїм першим голом за клуб у програному (1:2) поєдинку другого раунду Кубку Росії в матчі проти оренбурзького «Газовика». Вражаюча гра атакувального півзахисника в жовтні призвела до того, що грозненський «Терек» номінував його на звання гравця місяця, але в підсумку нідерландець поступився Олегу Іванову. Тим не менш, продовжував залишатися провідним гравцем першої команди, оскільки зіграв двадцять п'ять матчів у всіх змаганнях.
Сезон 2015/16 років розпочав для себе вдало, віддав результативну передачу на Ігоря Лебеденка в матчі проти «Ростова» (1:1). Місяць по тому, 28 серпня 2015 року, відзначився своїм першим голом за «Терек», в матчі проти «Уралу» (3:3). У сезоні 2015/16 років продовжував залишатися основним гравцем першої команди, зіграв 31 матч у всіх змаганнях.
Після появи чуток про повернення до Туреччини, 14 червня 2016 року було оголошено, що клуб відпускає Ісмаїла. При цьому керівництво клубу було зацікавлене в продовженні контракту з гравцем.

### Подальша кар'єра
Влітку 2016 року повернувся до Туреччини, де грав за «Аланіяспор». Потім виступав за «Баликесірспор», а в січні 2018 року підписав контракт з «Денізліспором». У січні 2021 року перейшов до «Адани Демірспор». У березні 2021 року розірвав з вище вказаним клубом угоду за обопільною згодою сторін, після чого повернувся до Нідерландів.

## Кар'єра в збірній

### Юнацькі та молодіжна збірні Нідерландів
Захищав кольори юнацьких збірних Нідерландів U-15, U-16 та U-17. Він був частиною команди-переможця молодіжного Чемпіонату Європи 2006 року. У 2007 році також був частиною команди, яка захищала свій титул на молодіжному чемпіонаті Європи в Нідерландах. Ісмаїл Айсаті зіграв у першому переможному (1:0) перемозі 1:0 проти Ізраїлю, але був замінений у першому таймі на Отмана Баккала через травму.
Після перемоги нідерландців над Португалією з рахунком 2:1 вони забезпечили собі місце у півфіналі та кваліфікацію на літні Олімпійські ігри 2008, а також дійшли до фіналу, де обіграла Англію після нічиєї 1:1 із рахунком 13:12 (з 32-х пробитих пенальті) в серії післяматчевих пенальті. Нідерландці зберегли свій титул 2006 року, перемігши у фіналі Сербію з рахунком 4:1.

### Марокко
20 жовтня 2007 року марокканський веб-сайт заявив, що Ісмаїл вирішив представляти національну збірну Марокко на міжнародному рівні замість Нідерландів, після чого Анрі Мішель, тренер збірної, включить його до списку гравців на товариський матч, який повинен був відбутися 17 листопада з Францією в Парижі. Однак, це виявилося неправдивим твердженням. Потім 30 грудня 2008 року Королівська федерація футболу Марокко оголосила, що Ісмаїл Айсаті представлятиме Марокко. Однак сам Айссаті це заперечував.
Вважалося, що Ісмаїл, швидше за все, дебютує 11 лютого 2009 року проти збірної Чехії в Касабланці, але пізніше він був виключений з цього матчу через травму. Дебютував за збірну Марокко 10 серпня 2011 року в переможному матчі проти Сенегалу в Дакарі (2:0).

## Особисте життя
Ісмаїл сповідує іслам.

## Статистика виступів

### Клубна
Станом на 1 липня 2021
| Клуб               | Сезон             | Ліга                 | Ліга  | Ліга | Кубок | Кубок | Єврокубки | Єврокубки | Загалом | Загалом |
| Клуб               | Сезон             | Дивізіон             | Матчі | Голи | Матчі | Голи  | Матчі     | Голи      | Матчі   | Голи    |
| ------------------ | ----------------- | -------------------- | ----- | ---- | ----- | ----- | --------- | --------- | ------- | ------- |
| ПСВ                | 2005–06           | Ередивізі            | 18    | 2    |       |       | 6         | 0         | 24      | 2       |
| ПСВ                | 2006–07           | Ередивізі            | 10    | 1    |       |       | 5         | 0         | 15      | 1       |
| ПСВ                | 2007–08           | Ередивізі            | 16    | 0    |       |       | 3         | 0         | 19      | 0       |
| ПСВ                | Загалом           | Загалом              | 44    | 3    |       |       | 14        | 0         | 58      | 3       |
| «Твенте» (оренда)  | 2006–07           | Ередивізі            | 14    | 1    |       |       | —         | —         | 14      | 1       |
| «Аякс»             | 2008–09           | Ередивізі            | 9     | 1    | 0     | 0     | 2         | 0         | 11      | 1       |
| «Аякс»             | 2009–10           | Ередивізі            | 14    | 3    | 2     | 2     | 2         | 0         | 18      | 5       |
| «Аякс»             | 2010–11           | Ередивізі            | 2     | 0    | 0     | 0     | 0         | 0         | 2       | 0       |
| «Аякс»             | 2011–12           | Ередивізі            | 16    | 2    | 1     | 0     | 1         | 0         | 18      | 2       |
| «Аякс»             | Загалом           | Загалом              | 41    | 6    | 3     | 2     | 5         | 0         | 49      | 8       |
| «Вітессе» (оренда) | 2010–11           | Ередивізі            | 29    | 4    | 3     | 2     | —         | —         | 32      | 6       |
| Антальяспор        | 2012–13           | Суперліга Туреччини  | 31    | 3    | 7     | 2     | —         | —         | 38      | 5       |
| Антальяспор        | 2013–14           | Суперліга Туреччини  | 2     | 0    | 0     | 0     | —         | —         | 2       | 0       |
| Антальяспор        | Загалом           | Загалом              | 33    | 3    | 7     | 2     | —         | —         | 40      | 5       |
| «Терек» (Грозний)  | 2013–14           | Прем'єр-ліга Росії   | 13    | 0    | 0     | 0     | —         | —         | 13      | 0       |
| «Терек» (Грозний)  | 2014–15           | Прем'єр-ліга Росії   | 24    | 0    | 1     | 1     | —         | —         | 25      | 1       |
| «Терек» (Грозний)  | 2015–16           | Прем'єр-ліга Росії   | 28    | 1    | 3     | 0     | —         | —         | 31      | 1       |
| «Терек» (Грозний)  | Загалом           | Загалом              | 65    | 1    | 4     | 1     | —         | —         | 69      | 2       |
| «Аланіяспор»       | 2016–17           | Суперліга Туреччини  | 12    | 0    | 0     | 0     | —         | —         | 12      | 0       |
| «Баликесирспор»    | 2017–18           | Перша ліга Туреччини | 13    | 0    | 1     | 0     | —         | —         | 14      | 0       |
| «Денізліспор»      | 2017–18           | Перша ліга Туреччини | 13    | 0    | 0     | 0     | —         | —         | 13      | 0       |
| «Денізліспор»      | 2018–19           | Перша ліга Туреччини | 33    | 3    | 0     | 0     | —         | —         | 33      | 3       |
| «Денізліспор»      | 2019–20           | Суперліга Туреччини  | 33    | 0    | 1     | 0     | —         | —         | 34      | 0       |
| «Денізліспор»      | 2020–21           | Суперліга Туреччини  | 13    | 0    | 0     | 0     | —         | —         | 13      | 0       |
| «Денізліспор»      | Загалом           | Загалом              | 92    | 3    | 1     | 0     | —         | —         | 93      | 3       |
| Адана Демірспор    | 2021–22           | Перша ліга Туреччини | 4     | 0    | 1     | 0     | —         | —         | 5       | 0       |
| «Денізліспор»      | 2021–22           | Перша ліга Туреччини | 0     | 0    | 0     | 0     | —         | —         | 0       | 0       |
| Усього за кар'єру  | Усього за кар'єру | Усього за кар'єру    | 347   | 21   | 20    | 7     | 19        | 0         | 386     | 28      |

### У збірній
| Дата      | Місто | Господарі                        | Результат | Гості   | Турнір                                  | Голи | Примітки |
| --------- | ----- | -------------------------------- | --------- | ------- | --------------------------------------- | ---- | -------- |
| 10-8-2011 | Дакар | Сенегал                          | 0 – 2     | Марокко | товариський матч                        | -    | 70'      |
| 4-9-2011  | Бангі | Центральноафриканська Республіка | 0 – 0     | Марокко | Відбір до Кубка африканських націй 2012 | -    | 80'      |
| Усього    |       | Матчів                           | 2         |         | Голів                                   | 0    |          |

## Досягнення
ПСВ
- Ередивізі
  -  Чемпіон (2): 2005/06, 2007/08

«Аякс»
- Ередивізі
  -  Чемпіон (1): 2011/12

«Денізліспор»
- Перша ліга Туреччини
  -  Чемпіон (1): 2018/19

молодіжна збірна Нідерландів
- Чемпіонат Європи серед молодіжних команд
  -  Чемпіон (2): 2006, 2007